# Equação de Bernoulli
Em dinâmica dos fluidos, a equação de Bernoulli, atribuída a Daniel Bernoulli, descreve o comportamento de um fluido que se move ao longo de um tubo ou conduto.
O princípio de Bernoulli afirma que para um fluxo sem viscosidade, um aumento na velocidade do fluido ocorre simultaneamente com uma diminuição na pressão ou uma diminuição na energia potencial do fluido. O princípio de Bernoulli é nomeado em homenagem ao matemático neerlandês-suiço Daniel Bernoulli que publicou o seu princípio, em seu livro Hydrodynamica em 1738.
Há basicamente duas formulações, uma para fluidos incompressíveis e outra para fluidos compressíveis.

## A equação original
A forma original, que é para um fluxo incompressível sob um campo gravitacional uniforme (como o encontrado na Terra em altitudes com pequenas variações), é:
{\displaystyle {v^{2} \over 2}+gh+{p \over \rho }={\mbox{constante}}} ou {\displaystyle {\rho \ v^{2} \over 2}+\rho gh+{p}={\mbox{constante}}}
{\displaystyle v} = velocidade do fluido ao longo do conduto
{\displaystyle g} = aceleração da gravidade
{\displaystyle h} = altura em relação a um referencial
{\displaystyle p} = pressão ao longo do recipiente
{\displaystyle \rho } = massa específica do fluido
As seguintes convenções precisam ser satisfeitas para que a equação se aplique:
- Escoamento sem viscosidade ("fricção" interna = 0)
- Escoamento em regime permanente
- Escoamento incompressível ({\displaystyle \rho } constante em todo o escoamento)
- Geralmente, a equação vale a um conduto como um todo. Para fluxos de potencial de densidade constante, ela se aplica a todo o campo de fluxo.

A redução na pressão que ocorre simultaneamente com um aumento na velocidade, como previsível pela equação, é frequentemente chamado de princípio de Bernoulli.
A equação é dedicada a Daniel Bernoulli, embora tenha sido apresentada pela primeira vez da forma como está aí por Leonhard Euler.

## A equação para fluidos compressíveis
Uma segunda forma, mais geral, da equação de Bernoulli pode ser escrita para fluidos compressíveis:
{\displaystyle {v^{2} \over 2}+\phi +h={\mbox{constante}}}
Aqui, {\displaystyle \phi } é a energia potencial gravitacional por unidade de massa, que vale apenas {\displaystyle \phi =gh} no caso de um campo gravitacional uniforme, e {\displaystyle h} é a entalpia do fluido por unidade de massa. Observe que {\displaystyle h=u+{p \over \rho }} onde u é a energia termodinâmica do fluido por unidade de massa, também conhecida como energia interna específica ou sie.
A constante no lado direito da equação é frequentemente chamada de constante de Bernoulli e indicada pela letra "b". Para o escoamento adiabático sem viscosidade e sem nenhuma fonte adicional de energia, "b" é constante ao longo de todo o escoamento. Mesmo nos casos em que "b" varia ao longo do conduto, a constante ainda prova-se bastante útil, porque está relacionada com a carga de pressão no fluido.
Quando uma onda de choque está presente, deve-se notar que um referencial move-se conjuntamente (comove-se) com uma onda de choque, muitos dos parâmetros envolvidos na equação de Bernoulli sofrem grandes modificações ao passar pela onda de choque. A constante de Bernoulli, porém, não se altera. A única exceção a essa regra são os choques radioativos, que violam as convenções que levam à equação de Bernoulli, como a falta de vazões ou fontes de energia..

## Dedução
Vamos começar com a equação de Bernoulli para fluidos incompressíveis.
A equação pode ser obtida pela integração das equações de Euler, ou pela aplicação da lei da conservação da energia em duas seções ao longo da corrente, e desprezando a viscosidade, a compressibilidade e os efeitos térmicos. Pode-se dizer que
o trabalho mecânico feito pelas forças no fluido + redução na energia potencial = aumento na energia cinética.
O trabalho feito pelas forças é
{\displaystyle F_{1}s_{1}-F_{2}s_{2}=p_{1}A_{1}v_{1}\Delta t-p_{2}A_{2}v_{2}\Delta t.\;}
A diminuição da energia potencial é
{\displaystyle mgh_{1}-mgh_{2}=\rho gA_{1}v_{1}\Delta th_{1}-\rho gA_{2}v_{2}\Delta th_{2}.\;}
O aumento na energia cinética é
{\displaystyle {\frac {1}{2}}mv_{2}^{2}-{\frac {1}{2}}mv_{1}^{2}={\frac {1}{2}}\rho A_{2}v_{2}\Delta tv_{2}^{2}-{\frac {1}{2}}\rho A_{1}v_{1}\Delta tv_{1}^{2}.}
Juntando tudo, tem-se que
{\displaystyle p_{1}A_{1}v_{1}\Delta t-p_{2}A_{2}v_{2}\Delta t+\rho gA_{1}v_{1}\Delta th_{1}-\rho gA_{2}v_{2}\Delta th_{2}={\frac {1}{2}}\rho A_{2}v_{2}\Delta tv_{2}^{2}-{\frac {1}{2}}\rho A_{1}v_{1}\Delta tv_{1}^{2}}
ou
{\displaystyle {\frac {\rho A_{1}v_{1}\Delta tv_{1}^{2}}{2}}+\rho gA_{1}v_{1}\Delta th_{1}+p_{1}A_{1}v_{1}\Delta t={\frac {\rho A_{2}v_{2}\Delta tv_{2}^{2}}{2}}+\rho gA_{2}v_{2}\Delta th_{2}+p_{2}A_{2}v_{2}\Delta t.}
Depois da divisão por {\displaystyle \Delta t}, {\displaystyle \rho } e {\displaystyle A_{1}v_{1}} (= vazão = {\displaystyle A_{2}v_{2}} já que o fluido é incompressível), encontra-se:
{\displaystyle {\frac {v_{1}^{2}}{2}}+gh_{1}+{\frac {p_{1}}{\rho }}={\frac {v_{2}^{2}}{2}}+gh_{2}+{\frac {p_{2}}{\rho }}}
ou {\displaystyle {\frac {v^{2}}{2}}+gh+{\frac {p}{\rho }}=C} (como dito na Introdução).
A divisão adicional por g implica
{\displaystyle {\frac {v^{2}}{2g}}+h+{\frac {p}{\rho g}}=C.}
Uma massa em queda livre de uma altura h (no vácuo), alcançará uma velocidade
{\displaystyle v={\sqrt {{2g}{h}}},} ou {\displaystyle h={\frac {v^{2}}{2g}}}.
O termo {\displaystyle {\frac {v^{2}}{2g}}} é chamado de altura de aceleração ou carga de aceleração.
A pressão hidrostática, carga estática ou altura estática é definida como
{\displaystyle p=\rho gh\;\!} ou {\displaystyle h={\frac {p}{\rho g}}}.
O termo {\displaystyle {\frac {p}{\rho g}}} é também chamado de altura de pressão ou carga de pressão.
Uma maneira de ver como isto se relaciona com a conservação de energia diretamente é pela multiplicação pela densidade e volume unitário (que é permitido, já que ambos são constantes), resultando em:
{\displaystyle v^{2}\rho +P={\mbox{constante}}\;\!} e
{\displaystyle mV^{2}+P\times {\mbox{volume}}={\mbox{constante}}\;\!}
A dedução para fluidos compressíveis é similar. Novamente, a dedução depende da (1) conservação da massa e (2) da conservação da energia.
A conservação da massa implica que no desenho acima, no intervalo de tempo {\displaystyle \Delta t}, a quantidade de massa que passa pela fronteira definida pela área {\displaystyle A_{1}} é igual à
quantidade de massa que passa por fora da fronteira definida pela área {\displaystyle A_{2}}:
{\displaystyle 0=\Delta M_{1}-\Delta M_{2}=\rho _{1}A_{1}v_{1}\,\Delta t-\rho _{2}A_{2}v_{2}\,\Delta t}.
Aplica-se a conservação da energia de uma maneira similar: assume-se que a mudança na energia do volume do duto limitado por {\displaystyle A_{1}} e {\displaystyle A_{2}} é totalmente devida à energia que entra ou sai por quaisquer uma dessas duas fronteiras. Claramente, em uma situação mais complicada como uma vazão de fluido acompanhada de radiação, a conservação de energia não é satisfeita. De qualquer forma, assuma que seja este o caso e que o fluxo está em estado estacionário, de forma que a mudança líquida de energia é zero; temos que
{\displaystyle 0=\Delta E_{1}-\Delta E_{2}\;\!}
onde {\displaystyle \Delta E_{1}} e {\displaystyle \Delta E_{2}} são a energia que entra através de
{\displaystyle A_{1}} e que sai por {\displaystyle A_{2}}, respectivamente.
A energia entrando por {\displaystyle A_{1}} é a soma da energia cinética afluente, da energia afluente na forma de energia potencial gravitacional, da energia termodinâmica do fluido afluente e da energia afluente na forma de trabalho mecânico {\displaystyle p\,dV}:
{\displaystyle \Delta E_{1}=\left[{\frac {1}{2}}\rho _{1}v_{1}^{2}+\phi _{1}\rho _{1}+\epsilon _{1}\rho _{1}+p_{1}\right]A_{1}v_{1}\,\Delta t}
Uma expressão similar para {\displaystyle \Delta E_{2}} pode ser construída facilmente.
Fazendo agora {\displaystyle 0=\Delta E_{1}-\Delta E_{2}\;\!}, obtemos
{\displaystyle 0=\left[{\frac {1}{2}}\rho _{1}v_{1}^{2}+\phi _{1}\rho _{1}+\epsilon _{1}\rho _{1}+p_{1}\right]A_{1}v_{1}\,\Delta t-\left[{\frac {1}{2}}\rho _{2}v_{2}^{2}+\phi _{2}\rho _{2}+\epsilon _{2}\rho _{2}+p_{2}\right]A_{2}v_{2}\,\Delta t}
Reescrevendo:
{\displaystyle 0=\left[{\frac {1}{2}}v_{1}^{2}+\phi _{1}+\epsilon _{1}+{\frac {p_{1}}{\rho _{1}}}\right]\rho _{1}A_{1}v_{1}\,\Delta t-\left[{\frac {1}{2}}v_{2}^{2}+\phi _{2}+\epsilon _{2}+{\frac {p_{2}}{\rho _{2}}}\right]\rho _{2}A_{2}v_{2}\,\Delta t}
Agora, usando o resultado obtido anteriormente a partir da conservação da massa, isto pode ser simplificado de forma a se obter
{\displaystyle {\frac {1}{2}}v^{2}+\phi +\epsilon +{\frac {p}{\rho }}={\rm {\mbox{constante}}}\equiv b}
que é a solução procurada.